# Drets del col·lectiu LGBT a Benín

Aquest és un article sobre els drets LGBT a Benín. Les persones lesbianes, gais, bisexuals i transsexuals a Benín han d'afrontar reptes legals que no experimenten els residents no LGBT. Tot i que els actes sexuals entre persones del mateix tant homes com dones són legals a Benín, els homosexuals segueixen enfrontant-se a una persecució generalitzada i poques vegades obren la seva sexualitat.

## Llei sobre l'activitat sexual del mateix sexe
Els actes sexuals entre persones del mateix sexe són legals a Benín entre adults consentidors majors de 21 anys. El codi penal vigent a Benín és en realitat el Codi Penal de l'Àfrica Occidental francès adoptat pel decret colonial francès el 6 de maig de 1877. Una esmena de 1947 del Codi Penal de 1877 va fixar un límit general d'edat de 13 anys per sexe amb un noi de qualsevol de qualsevol sexe, però sancionava qualsevol acte indecent o contra natura si es cometia amb una persona del mateix sexe menor de 21 anys: "Sense prejudici a sancions més severes prescrites pels paràgrafs anteriors o pels articles 332 i 333 d'aquest Codi, es castigarà amb empresonament de sis mesos a tres anys i una multa de 200 a 50.000 francs qualsevol que cometi un acte indecent o [un acte] contra natura amb un menor ... del mateix sexe menor de 21 anys."
L'article 88 del projecte de llei de 1996 del Codi penal de Benín diu: "Qualsevol que cometi un acte indecent o un acte contra la naturalesa amb una persona del mateix sexe serà castigat amb 1 a 3 anys de presó i una multa de 100.000 a 500.000 francs". No obstant això, aquest esborrany mai va ser votat en llei.
En resposta a la seva revisió periòdica universal de l'UNHRC de 2008, el representant de Benin va declarar que "[en relació amb] l'homosexualitat, el fenomen no s'ignora sinó que és marginal. Les famílies mai no permetrien que els seus fills siguin acusats d'aquest delicte, per la qual cosa mai s'ha fet cap decisió penal, tot i que la llei ho preveu". Però aquesta resposta oficial és inexacta perquè l'Assemblea Nacional de Benín va reprendre la revisió del codi penal el 1996, 2001, 2008 i 2010, però encara no ha codificat un codi penal contemporani que s'ocupi de les relacions entre persones del mateix sexe. Per tant, l'única llei vigent sobre les relacions entre persones del mateix sexe és des del 1949, que estableix una edat desigual de consentiment per a les relacions sexuals heterosexuals i homosexuals.
El 4 de març de 2013 l'ambaixador de França va convidar al ministre de Justícia de Benín a una reunió per discutir la resposta oficial de Benín a la seva Examen Periòdic Universal de la UNHRC de 2012. Benín havia rebutjat recomanacions dels estats que demanaven a Benín que millorés la situació de les persones LGBT. Però a la reunió del 4 de març, el ministre es va dirigir al seu subdirector, que posteriorment va dir que "es corregirien determinades coses".
Entre les lleis més recentment proposades quant a l'activitat sexual del mateix sexe hi ha un projecte de codi penal d'octubre de 2008, que encara no s'ha votat. A diferència del projecte de 1996, l'esborrany del Codi Penal del 2008 no inclou cap càstig per a les relacions sexuals d'un mateix sexe entre adults consentidors en privat:
"SECCIÓ IV: OFENSES MORALS

"Paràgraf 1: indignació pública dels assalts contra la decència

"Article 542: Qualsevol persona que cometi una ofensa a la decència pública serà sancionat amb un empresonament de tres mesos a dos anys i una multa de cinquanta mil a dos-cents cinquanta mil francs.
"Article 543: Qualsevol ofensa indecent, comesa o intentada sense violència o coacció, o sorpresa sobre la persona menor de quinze anys, serà sancionada amb empresonament de tres a cinc anys i una multa de cinquanta mil francs a dos-cents cinquanta mil francs o una d'aquestes sancions.
"No obstant les sancions més elevades previstes en el paràgraf anterior o l'article 545 d'aquest Codi, serà sancionada per un empresonament de sis mesos a tres anys i una multa de cinquanta mil a dos-cents cinquanta mil francs que qualsevol persona que cometi actes indecents o actuï contra natura amb un individu del mateix sexe.
"No obstant això, l'assalt indecent a un menor de quinze anys serà sancionat amb un empresonament de cinc a deu anys i una multa de vint mil francs a un milió de francs o una d'aquestes dues penes només quan s'ha comès o intentat amb violència, coerció o sorpresa, o per un tutor legítim, natural o adoptiu de la víctima o per una persona que tingui control sobre ell, o per dos o més autors o còmplices o fins i tot per una persona que hagi abusat de l'autoritat conferida per les seves funcions."

## Reconeixement de les relacions entre homes i dones
No es reconeixen drets legals a les parelles del mateix sexe.
El govern ha reconegut les relacions del mateix sexe dels membres del cos diplomàtic adscrit a Benín concedint visats diplomàtics i immunitat diplomàtica a les parelles del mateix sexe dels diplomàtics estrangers a Benín.

## Proteccions de discriminació
No hi ha protecció legal contra la discriminació basada en l'orientació sexual, tot i que l'article 36 de la Constitució de Benín diu "Cada beninès té el deure de respectar i de considerar els seus familiars sense cap mena de discriminació i mantenir relacions amb altres permetent la salvaguarda, el reforçament i la promoció del respecte, el diàleg i la tolerància recíproca per a la pau i la cohesió nacional."

## Resum de condicions
A principis de 2013 hi havia aproximadament nou associacions LGBT a Benín que funcionaven a Cotonou, Porto Novo i Parakou. Entre les organitzacions hi ha Bénin Synergie Plus (BESYP); l'Union pour la Solidarité, l'Entraide et le Développement (USED); les Amis de Sans Voix; Hirondelle (l'ocell) Club de Benin; i Tous Nés Libres et Egaux.
L'Informe de Drets Humans del Departament d'Estat dels Estats Units del 2012 va trobar que "no hi havia informes de casos criminals relacionats amb l'homosexualitat. No hi havia informes de discriminació social o violència basats en l'orientació sexual personal".
Tanmateix, l'informe del Departament d'Estat dels EUA és greument incomplet. Els residents LGBT de Benín que han obert la seva orientació sexual s'enfronten a la discriminació, l'assetjament, la violència i l'extorsió:
- Tot i que no hi havia cap prova contra ell llevat que un amic va respondre afirmativament a la pregunta d'un oficial de policia sobre la seva homosexualitat, un estranger va passar dos mesos a la presó de Benín el 2006, tot esperant un judici per càrrecs fabricats probablement a causa de l'indignació contra la decència pública en funció de la seva homosexualitat. Se li fa imposar una fiança de 700.000 F, però no ha escoltat res i el seu cas es va pot tornar a obrir qualsevol dia.
- Una dona transgènere beninesa de Parakou va ser atacada en la primera dècada dels anys 2000 amb un ganivet i té greus cicatrius al braç.
- Hirondelle Club Bénin, una associació LGBT creada el març de 2013 i amb seu a Cotonou, ha documentat a partir d'abril de 2013 que 15 adolescents sense llar han estat expulsats de les seves llars a causa de la seva orientació sexual.

El 17 de maig de 2013, les associacions LGBT de Cotonou van organitzar un esdeveniment públic en suport del Dia Internacional Contra l'Homofòbia, la Transfòbia i la Bifòbia l'Institut Français de Cotonou que va atreure a un públic divers de 200 persones. Potser per primera vegada va encetar un debat obert que va portar als beninesos a expressar el seu suport i preguntes i preocupacions sobre l'homosexualitat a Benín. Algunes persones foren identificades obertament com a gais, i algunes més com a homòfobes.
La pàgina de facebook, Tous Nés Libres et Egaux, va ser creada per promoure la tolerància a la diversitat humana i l'erradicació de totes les formes de discriminació a Benín, especialment l'homofòbia.

## Taula resum
| Activitat sexual legal amb el mateix sexe                     | (Sempre ha estat legal) |
| Mateixa edat de consentiment                                  | No                      |
| Lleis antidiscriminació a la feina                            | No                      |
| Lleis antidiscriminació en la prestació de béns i serveis     | No                      |
| Matrimoni del mateix sexe                                     | No                      |
| Lleis antidiscriminació en el discurs de l'odi i la violència | No                      |
| Reconeixement de les parelles del mateix sexe                 | No                      |
| Adopció de fillastres per parelles del mateix sexe            | No                      |
| Adopció conjunta per parelles del mateix sexe                 | No                      |
| Prestació de servei militar per gais i lesbianes              |                         |
| Dret legal a canviar de gènere                                |                         |
| Accés a la fecundació in vitro per lesbianes                  | No                      |
| Subrogació comercial per a parelles d'homes homosexuals       | No                      |
| Permís per donar sang als MSMs                                | No                      |